# Byłgarsko nacionałno radio
Byłgarsko nacionałno radio (bułg. Българско национално радио), w skrócie BNR – bułgarski publiczny nadawca radiowy, istniejący od 1930 roku. Produkuje dwa kanały o zasięgu ogólnokrajowym: informacyjne Horizon oraz Hristo Botew. W skład BNR wchodzi również siedem rozgłośni regionalnych, nadawanych z ośrodków w Płowdiwie, Warnie, Szumeniu, Starej Zagorze, Błagojewgradzie, Sofii i Widiniu. Do firmy należy również Radio Bułgaria, adresowane do publiczności zagranicznej i nadające programy w 11 językach.
Od 1993 BNR – podobnie jak Byłgarska nacionałna telewizija (BNT) – należy do Europejskiej Unii Nadawców.